# طرف اتصال
إن نقطة نهاية الاتصال عبارة عن واجهة يعرضها أحد أطراف التواصل أو إحدى قنوات الاتصال. ومن أمثلة ذلك النوع الأخير من نقاط نهاية الاتصال رسائل النشر والاشتراك في أي موضوع أو مجموعة من خلال أنظمة التواصل الجماعي.
إن نقطة نهاية الاتصال هي عقدة في الاتصال قابلة للاكتشاف، ويتنوع نطاقها تبعًا لتضييق منطقة الاكتشاف أو توسيعها. وتقوم نقاط النهاية بتيسير استخدام طبقات التجريد كمعيار قابل للبرمجة التي بمقتضاها يمكن أن تتصل أنظمة البرمجة و/أو الأنظمة الفرعية غير المتجانسة مع بعضها البعض فضلاً عن انفصال وسائل الاتصال عن الأنظمة الفرعية لها.